# Johan Hof
Johan Hof, född 1645 i Hova socken, död 21 april 1709 nära Hjo, var en svensk teolog. Han var farbror till Sven Hof.
Under sin studietid kallade sig Johan Hof Corylander efter fadern kyrkoherde Sven Corylander, men kallades av sina kamrater Hof efter födelseorten och antog senare detta namn. Han blev student vid Uppsala universitet 1665, undergick teologisk examen 1672 och blev filosofie kandidat 1678. Som sökande till Fågelås pastorat utgav han istället för att avlägga pastoralexamen några teser, av vilka en yrkade att Kristi uppståndelse inte kunde anses höra till återlösningsverket. Konsistorium förkastade satsen som kättersk och uppmanade Hof att ta tillbaka den, men denne vädjade till teologiska fakulteterna i Uppsala och Wittenberg, vilka med någon inskränkning gav honom rätt. Slutligen föredrogs saken vid 1680 års riksdag hos prästeståndet, som inte bara godkände hans lärosats, utan även rekommenderade Hof hos kungen, varpå han utnämndes till kyrkoherde i Fågelås. Då Skara domkapitel fortfarande visade sig avogt mot honom, avlät kungen ett skarpt brev till detsamma, där Hof även utnämndes till prost över några angränsande socknar. Som lärare var Hof synnerligen aktad och ansedd, och utmärkte sig även som poet på latin. Vid prästmötet i Skara 1687 var Hof preses.